# إيرما كوردوبا
إيرما كوردوبا (بالإسبانية: Irma Córdoba)‏ هي ممثلة أرجنتينية، ولدت في 20 يوليو 1913 في الأرجنتين، وتوفيت في 18 مايو 2008 ببوينس آيرس في الأرجنتين. بدأت مشوارها المهني سنة 1932، ومن الجوائز التي نالتها جوائز كونكس سنة 1981.

## أعمال

### أفلام
- (1980) باربرا

## جوائز
- جوائز كونكس (1981)

## وصلات خارجية
- إيرما كوردوبا على موقع IMDb (الإنجليزية)
- إيرما كوردوبا على موقع قاعدة بيانات الفيلم (الإنجليزية)